# Мертон Милер
Мертон Хауард Милер (енгл. Merton Howard Miller; Бостон, 16. мај 1923 — Чикаго, 3. јун 2000) био је амерички економиста. Добитник је Нобелове награде за економију 1990. године заједно са Харијем Марковицем и Вилијамом Шарпом „за њихов пионирски рад у теорији финансијске економије”.